# Pablo Melo (baloncestista)
Pablo Melo Caraballo (nacido en Arrecife, Lanzarote, 16 de mayo de 1987) es un entrenador español de baloncesto que actualmente dirige al equipó de Club Baloncesto Gran Canaria II de la Liga LEB Plata.

## Trayectoria
Es licenciado en Educación Física y entrenador superior de baloncesto que se formó como entrenador en las categorías inferiores del CB Gran Canaria en el que trabajó durante 9 temporadas en diversas etapas. Desde 2007 a 2009, se haría cargo de los conjunto cadete y sub-20 del equipo grancanario.
En la temporada 2009-10, firma por el Tenerife Baloncesto de la Liga LEB Oro para ser entrenador ayundate de Iván Déniz.
En las siguientes temporadas dirigiría al CC Meridiano Santa Cruz y al Ferretería San Isidro de la Primera Nacional de Canarias.
En la temporada 2012-13, firma como primer entrenador del Club Baloncesto Gran Canaria II de la Liga LEB Plata. Pese al descenso de categoría en la siguiente temporada continuaría al frente del filial grancanario en Liga EBA.
En la temporada 2014-15, se hace cargo del equipo júnior y Primera Nacional del Club Baloncesto Gran Canaria.
En la temporada 2015-16, firma por el CB Almansa de la Primera Nacional de Castilla-La Mancha.
En la temporada 2016-17, se hace cargo del CB Maramajo de Teguise al que dirige en la Primera Nacional, con el que logra el ascenso a la Liga EBA. En la temporada siguiente dirigiría al conjunto de Lanzarote en la cuarta división nacional pero acabaría descendiendo de categoría.
Desde 2020 a 2023, trabajaría en el baloncesto formativo del CD Heidelberg grancanario.
El 7 de julio de 2023, firma como entrenador del Club Baloncesto Gran Canaria II de la Liga LEB Plata.

## Clubs
- 2007-09 Categorías inferiores del Club Baloncesto Gran Canaria
- 2009-10 Tenerife Baloncesto. Liga LEB Oro. Entrenador ayudante.
- 2010-11 CC Meridiano Santa Cruz. Primera Nacional Masculina. Entrenador
- 2011-12 Ferretería San Isidro. Primera Nacional Masculina. Entrenador
- 2012-14 Club Baloncesto Gran Canaria II. Liga LEB Plata/Liga EBA. Entrenador
- 2014-15 Categorías inferiores del Club Baloncesto Gran Canaria
- 2015-16 CB Almansa. Primera Nacional Masculina. Entrenador
- 2017-19 CB Maramajo. Primera Nacional Masculina/Liga EBA. Entrenador
- 2020-2023 CD Heidelberg. Entrenador
- 2023-actualidad Club Baloncesto Gran Canaria II. Liga LEB Plata. Entrenador